# Ogrodzenie noszowe

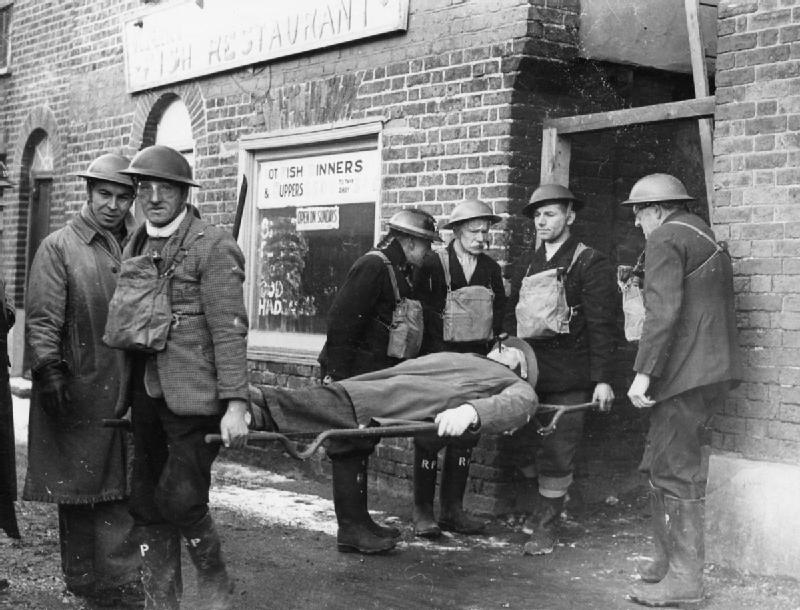
Nosze używane podczas ćwiczeń Air Raid Precautions w 1940 roku; nosze tego typu stały się ogrodzeniami w Londynie po zakończeniu II wojny światowej

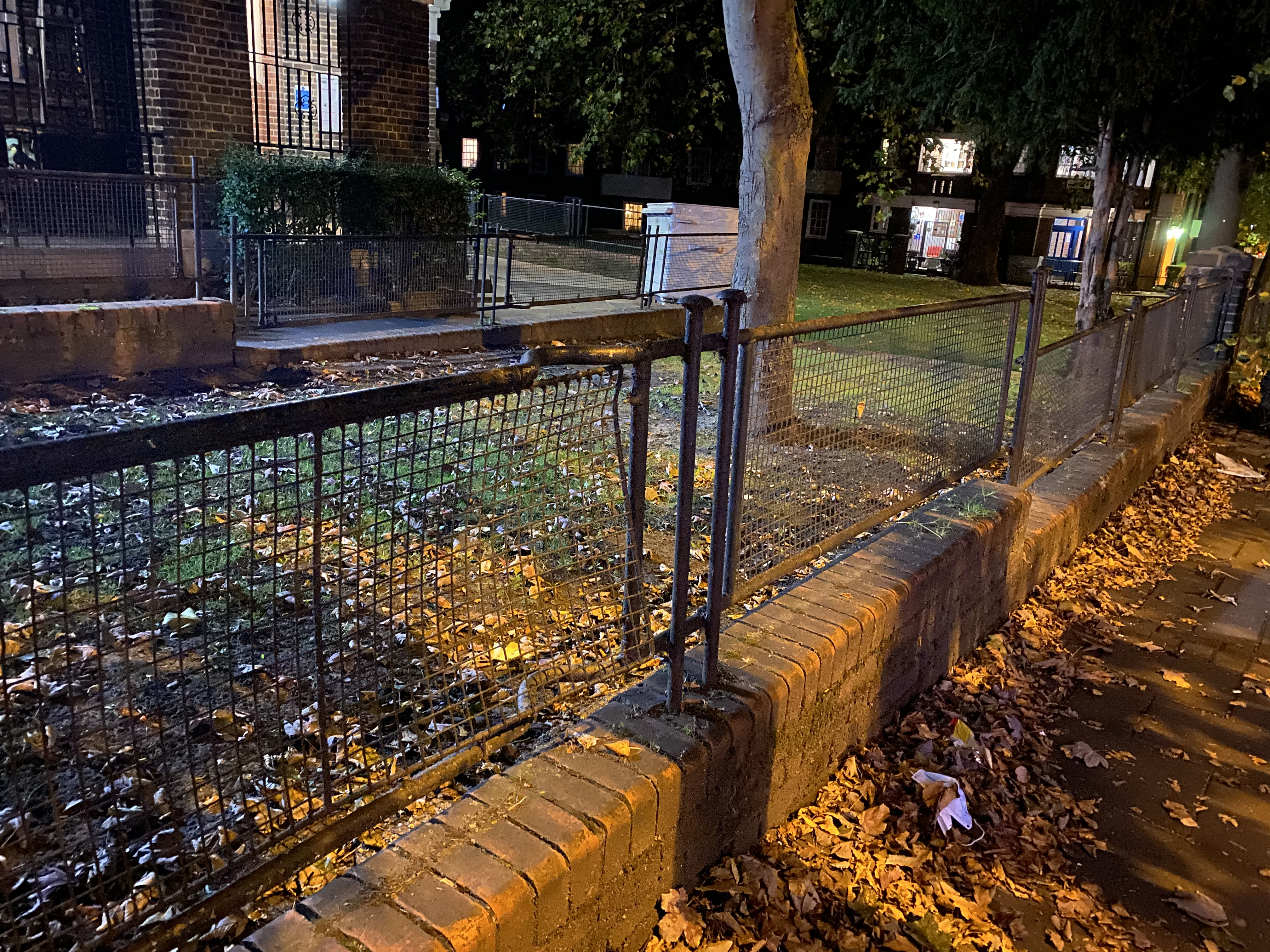
Ogrodzenie noszowe w Clapham Park

Ogrodzenie noszowe (ang. stretcher railing) – ogrodzenie otaczające niektóre budynki w Londynie, wykonane z przerobionych noszy medycznych pozostałych po II wojnie światowej.

## Opis
W latach poprzedzających II wojnę światową brytyjski rząd rozpoczął tworzenie systemu Air Raid Precautions (ARP) w przewidywaniu wysokich strat w ludziach w wyniku ataków powietrznych w przyszłej wojnie. W ramach tego w latach 1938–1939 zakupiono i zgromadzono dużą ilość sprzętu, w tym maski przeciwgazowe, hełmy, pompy wodne i nosze. Nosze były produkowane głównie w zakładach produkcyjnych w hrabstwach Hertfordshire i West Midlands. Początkowe zamówienie na 100 000 sztuk złożono pod koniec 1938 roku, w ramach rozbudowy systemu ARP podczas kryzysu powstałego w wyniku układu monachijskiego. Pierwsze egzemplarze przekazano władzom lokalnym w styczniu 1939 roku. Do lata 1939 roku rozdystrybuowano 149 000 sztuk, a kolejne 77 000 było w trakcie zamawiania; ostatecznie zakupiono łącznie ponad 600 000 sztuk.
Nosze były wykonane z prostego materiału i miały prostą konstrukcję. Konstrukcja miała zagięcia na obu końcach, które podnosiły nosze nad ziemię po rozłożeniu na płasko i umożliwiały ratownikom łatwe ich podniesienie. Prosta, całkowicie metalowa konstrukcja umożliwiła łatwą masową produkcję noszy i łatwą dekontaminację w przypadku ataków gazowych. Łoże noszy składało się z plecionej metalowej siatki. Wybrano metal, ponieważ uznano go za łatwiejszy do czyszczenia i dezynfekcji niż drewno lub materiały używane w noszach podczas I wojny światowej.
Po zakończeniu wojny London County Council wykorzystała nadwyżkowe wówczas nosze jako elementy ogrodzeń. Zastąpiły one wiele ogrodzeń osiedli mieszkaniowych, które podczas wojny rozebrano na złom, aby wesprzeć wysiłek wojenny. Nosze zostały przekształcone w ogrodzenia poprzez proste rekonstrukcje, polegające na zawieszeniu ich na pionowych wspornikach. Niektóre ogrodzenia popadły w ruinę z powodu rozległej korozji.
Te uszkodzenia doprowadziły do usunięcia niektórych ogrodzeń, przy czym pierwszy przypadek odnotowano w East Dulwich. W pobliskiej posiadłości Badminton House ogrodzenia zostały zachowane, a ich właściciele zobowiązali się do ich konserwacji. Towarzystwo Stretcher Railing Society zostało utworzone w celu uzyskania funduszy i pomocy lokalnym radom i organom ochrony środowiska we wdrażaniu złożonych renowacji niezbędnych dla niektórych niszczejących ogrodzeń. Od 2017 roku towarzystwo prowadzi mapę znanych lokalizacji ogrodzeń noszowych.